# Thecla dorcas
Thecla dorcas är en fjärilsart som beskrevs av Druce 1907. Thecla dorcas ingår i släktet Thecla och familjen juvelvingar. Inga underarter finns listade i Catalogue of Life.